# 大姬兜蟲
大姬兜蟲（學名：Xylotrupes gideon），又稱為大木犀金龜、雙角仙、巨無霸姬兜蟲或姬兜蟲，是一種體型較大的木犀金龜屬甲蟲。

## 外觀
雄性成蟲體長約31到62mm，雌性則為31到40mm，比獨角仙略小一號。由於胸角與獨角仙相比較之下，顯得格外巨大，且前端分岔較為明顯，因此又稱為「雙角仙」。

## 分布
分布於東南亞和西太平洋島嶼。

## 習性
有趨光性，產季是5~10月，喜好陰暗的地方，個性兇猛。

## 文化
在泰國，每年九月都會將大姬兜蟲固定在甘蔗上出售，用於鬥蟲比賽，以一對一的方式在木頭上進行，先被摔出或落跑的一方就輸了。

## 亞種
- Xylotrupes gideon borneensis
- Xylotrupes gideon gideon
- Xylotrupes gideon lakorensis
- Xylotrupes gideon sawuensis
- Xylotrupes gideon sondaicus
- 蘇門答臘姬兜蟲 Xylotrupes gideon szekessyi
- 所羅門姬兜蟲 Xylotrupes gideon tonkinensis
- 北越姬兜蟲 Xylotrupes gideon ulysses
- 泰國姬兜蟲 Xylotrupes gideon siamensis
- 蘭嶼姬兜蟲 Xylotrupes gideon kaszabi